# ITunes Originals
iTunes originals es una serie de publicaciones de conciertos en formato digital disponibles únicamente a través de iTunes Store. Fue desarrollado y producido largo tiempo por KCRW DJ y el supervisor de música de cine Cris Duridas, que contrataría a Stephen Marsh para proveerse de alguien que masterizara el audio de los álbumes. Cada publicación contiene el trabajo de un solo artista o banda. Típicamente suelen grabarse más de veinte canciones (algunos hasta treinta), incluyendo música del artista, de sus álbumes o nuevas canciones( o ambas) creadas específicamente para iTunes original. También incluyen pistas de voz que exploran el trabajo de la artista o su vida personal a través de entrevistas, o/y explicaciones de las canciones que se tocarán a continuación. Algunas publicaciones in cluyen también vídeos, ambos publicados previamente, y creados para iTunes original. Las canciones en exclusiva son grabadas usualmente en directo en un estudio de grabación.
La mayoría de los iTunes originals están disponibles en EUA y en otros países variando con cada lanzamiento. Ocasionalmente hay grabaciones solo disponibles en países en particular; un ejemplo notable es el del lanzamiento japonés Ulfuls que fue el álbum más bajado en Japón durante los cuatro días desde su publicación en agosto de 2005. Aunque son álbumes de larga duración (algunos más de 80 minutos CD), el hecho de que la mayoría de las canciones están disponible como grabaciones previas, regrabaciones, o entrevistas, hace que no sean considerado como un álbum del artista por sí mismo.
En el 2006 los álbumes de iTunes originals llegaron al top de Billboard Digital albums charts, inclutendo los de The Fray, Ben Harper, Rob Thomas y Fiona Apple. El álbum exclusivamente digital más vendido del 2005 fue iTunes originals – Sarah McLachlan.

## Lista de iTunes originals
A pesar de la imagen de la portada proporcionada por iTunes, cada iTunes original no es titulado como se cita anteriormente sino; iTunes originals - Artista, en los títulos del álbum, y en la base de datos de iTunes.
#
- iTunes Originals – 3 Doors Down

A
- iTunes Originals – Aimee Mann
- iTunes Originals – Alanis Morissette
- iTunes Originals – Alexisonfire
- iTunes Originals – Amy Grant
- iTunes Originals – Anthony Hamilton
- iTunes Originals - Aleks Syntek

B
- iTunes Originals – Barenaked Ladies
- iTunes Originals – Ben Folds
- iTunes Originals – Ben Lee (Australian exclusive)
- iTunes Originals – Björk
- iTunes Originals – Black Eyed Peas
- iTunes Originals – Bonnie Raitt

C
- iTunes Originals – Crazy Ken Band (Japanese exclusive)

D
- iTunes Originals – David Gray
- iTunes Originals – Death Cab for Cutie

E
- iTunes Originals – Elvis Costello

F
- iTunes Originals – Finger Eleven
- iTunes Originals – Fiona Apple

G
- iTunes Originals – globe (Japanese exclusive)
- iTunes Originals – Gloria Estefan & Miami Sound Machine (Released May 29, 2007)
- iTunes Originals – Goldfrapp
- iTunes Originals – Goo Goo Dolls

J
- iTunes Originals – Jack Johnson
- iTunes Originals – Jars of Clay
- iTunes Originals – Jewel
- iTunes Originals – Joel Plaskett

L
- iTunes Originals – Lee Ann Womack
- iTunes Originals – Liz Phair
- iTunes Originals – LL Cool J

M
- iTunes Originals – Mary J. Blige
- iTunes Originals – Melissa Etheridge
- iTunes Originals – Moby

N
- iTunes Originals – Nas (explicit)
- iTunes Originals – Neko Case
- iTunes Originals – New Order

P
- iTunes Originals – Patti Smith
- iTunes Originals – Paul Simon
- iTunes Originals – PJ Harvey

R
- iTunes Originals – Red Hot Chili Peppers
- iTunes Originals – R.E.M.
- iTunes Originals – Rob Thomas

S
- iTunes Originals – Sarah McLachlan
- iTunes Originals – Seether
- ITunes Originals – Sheryl Crow
- iTunes Originals – Something for Kate
- iTunes Originals - Staind
- iTunes Originals – Sting

T
- iTunes Originals – Tears for Fears
- iTunes Originals – The Cardigans
- iTunes Originals – The Flaming Lips
- iTunes Originals - The Living End
- iTunes Originals – The Wallflowers

U
- iTunes Originals – Ulfuls (Japanese exclusive)
- iTunes Originals -- Keith Urban

W
- iTunes Originals – Willie Nelson

Y
- iTunes Originals – Yeah Yeah Yeahs